# Dornenreich
Dornenreich ist eine österreichische Dark-Metal-Band, die 1996 von Thomas „Valñes“ Stock (damals „Dunkelkind“) gegründet wurde.

## Geschichte
Als die Band gegründet wurde, wählte man den Namen „Dornenreich“ auf Grund seiner vielseitigen Interpretationsmöglichkeiten. Mitte 1996 stieß Jochen „Evíga“ Stock hinzu und die ersten Kompositionen wurden begonnen. Im April 1997 wurde die Besetzung mit Moritz „Gilván“ Neuner vervollständigt. Dieser verließ die Band jedoch nach dem dritten Album Her von welken Nächten und ist/war in Bands wie Abigor, Darkwell, Golden Dawn, Sternenstaub, Graveworm oder Shadowcast aktiv. Ungefähr vier Jahre nach Her von welken Nächten erschien Hexenwind, welches ursprünglich ein Doppelalbum, gemeinsam mit dem später erst veröffentlichten Durch den Traum werden sollte, schließlich aber doch nur eine CD beinhaltete. Dieses Album stellte den Abschied von Thomas „Valñes“ Stock dar, der im April 2006 bekanntgab, dass er sich von Dornenreich zurückzieht, um sich einem Projekt namens „Eyas“ zu widmen. Im Jahr 2006 stand Dornenreich erstmals nach fast fünf Jahren wieder auf der Bühne und Jochen Stock gab bekannt, dass er mit Thomas „Ínve“ Riesner ein neues festes Mitglied für die Gruppe gefunden hatte. Riesner spielte bereits bei Her von welken Nächten die Violine. Durch den Traum erschien 2006, im Jahr darauf spielten Dornenreich ein Konzert auf dem Summer Breeze, welches für die im September 2009 erschienene DVD Nachtreisen von zehn Kameras festgehalten wurde. Nach dem akustischen Album In Luft geritzt, das 2008 veröffentlicht wurde, erschien im Februar 2011 das Album Flammentriebe, welches erstmals bei einem Live-Konzert am 12. Februar 2011 in einem Musikklub namens Szene in Wien gespielt wurde. Das Album knüpft an den musikalischen Stil von Her von welken Nächten an.
Das im Frühjahr 2014 erschienene Album Freiheit sollte nach eigenen Angaben das vorerst letzte Studioalbum der Band sein, ihm folgte erst 2021 der Nachfolger Du wilde Liebe sei.

## Musikstil
Dornenreich wurde ursprünglich als Gruppe gegründet, die sich stilistisch am Black Metal orientierte, vollzog aber mit der Zeit mehrere stilistische Änderungen, so weisen nur das Demo Mein Flügelschlag und das erste Album Nicht um zu Sterben musikalisch eine Nähe zum Black Metal auf. Die späteren Aufnahmen ziehen stets Stilwechsel mit sich, so dass eine eindeutige Zuordnung zu einem bestehenden Genre nicht mehr erfolgen kann. Die Band betrat durch ihre fortgehende Weiterentwicklung wiederholt musikalisches Neuland, infolgedessen wurde nach dem dritten Album Her von welken Nächten eine Tour mit den Neofolk-Bands Tenhi und Of The Wand & The Moon: absolviert, auf welcher nur mit Akustikgitarren interpretierte Versionen ihrer Stücke gespielt wurden. Hexenwind, ihr viertes Album, wurde auf Grund seines sehr ruhigen Stils bzw. durch die akustisch gehaltenen Lieder kontrovers diskutiert. Auf dem Album Flammentriebe schlägt die Band wieder härtere Töne an und bewegt sich, wie zu ihren Anfangszeiten, im Metal.

## Diskografie

### Studioalben
- 1997: Nicht um zu sterben (CD; CCP Records; Wiederveröffentlichung über Prophecy Productions 2008)
- 1999: Bitter ist’s dem Tod zu dienen (CD; CCP Records; Wiederveröffentlichung über Prophecy Productions 2003)
- 2001: Her von welken Nächten (CD/MC; Prophecy Productions)
- 2005: Hexenwind (CD; Prophecy Productions)
- 2006: Durch den Traum (CD; Prophecy Productions)
- 2008: In Luft geritzt (CD/2xCD; Prophecy Productions)
- 2011: Flammentriebe (CD/CD+7"; Prophecy Productions)
- 2014: Freiheit (CD/2xCD/MP3; Prophecy Productions)
- 2021: Du wilde Liebe sei (CD/2xCD/MP3; Prophecy Productions)

### Livealben
- 2009: Nachtreisen (2xCD/2xCD+DVD-V/DVD-V; Prophecy Productions; Konzertmitschnitte des Summer Breeze Festivals und Wave Gotik Treffens 2007)

### Kompilationen
- 2018: Schwellenklänge (12xLP; Prophecy Productions; limitiert auf 500 Exemplare)

### Demoaufnahmen
- 1997: Mein Flügelschlag (MC; Eigenvertrieb; Wiederveröffentlichung über Prophecy Productions)

## Auszeichnungen für Musikverkäufe
| Silberne Schallplatte - Europa (Impala) - 2012: für das Album Her von welken Nächten |

| Land/RegionAuszeichnungen für Musikverkäufe (Land/Region, Auszeichnungen, Verkäufe, Quellen) | Silber  | Gold | Platin | Verkäufe | Quellen         |
| -------------------------------------------------------------------------------------------- | ------- | ---- | ------ | -------- | --------------- |
| Europa (Impala)                                                                              | Silber1 | —    | —      | (20.000) | Einzelnachweise |
| Insgesamt                                                                                    | Silber1 | —    | —      |          |                 |